# Élections législatives bougainvillaises de 2020
Les élections législatives bougainvillaises de 2020 ont lieu du 12 août au 1er septembre 2020 afin de renouveler la Chambre des représentants de Bougainville, alors région autonome de Papouasie-Nouvelle-Guinée. Une élection présidentielle a lieu simultanément.
Initialement prévues pour juin 2020, les élections sont reportées de plusieurs mois en raison de la pandémie de COVID-19.

## Contexte
Le scrutin a lieu dans le contexte du référendum sur l'indépendance de Bougainville organisé du 23 novembre au 7 décembre 2019 et qui voit la population voter à plus de 98 % en faveur de l'indépendance. Le résultat du scrutin est cependant légalement non contraignant et doit être suivi d'un débat au Parlement de Papouasie-Nouvelle-Guinée, puis d'un vote sur sa ratification. Le président et la Chambre des représentants élus en 2020 seront chargés de mener les négociations avec le gouvernement central, qui attend leur prise de fonction pour débuter celle-ci.
Initialement prévues pour juin 2020, les élections sont reportées une première fois d'un mois, puis à nouveau à une date indéterminée en raison de la pandémie de COVID-19, qui contraint le pays à décréter l'état d'urgence sanitaire. Le report a lieu malgré les réticences de plusieurs parlementaires à voir repoussé à la clé le début des négociations sur l'indépendance. Une organisation du scrutin en août ou septembre 2020 est évoquée,. Courant juin, les autorités décident finalement d'organiser le scrutin sur trois semaines du 12 août au 1er septembre, afin de limiter la présence simultanée des électeurs dans les bureaux de vote.

## Système électoral
La Chambre des représentants de Bougainville est composée de 41 sièges dont 39 pourvus par le biais d'une forme limitée du vote alternatif, les deux autres étant occupés par des membres ex officio. Le territoire de Bougainville est divisé en 31 circonscriptions électorales d'un siège chacune, auxquelles se superpose une division en trois districts - Nord, Centre et Sud - ayant chacun à pourvoir un siège réservé à une femme, et un siège réservé à un ancien membre de l'Armée révolutionnaire de Bougainville ayant combattu pour l'île pendant la guerre civile. Enfin, le Président de Bougainville, élu au scrutin direct par la population, et le président de la chambre, élu par ses membres en dehors d'eux, sont membres de droit,.
Les sièges réservés aux anciens combattants sont transitoires et explicitement destinés par la constitution à être abrogés une fois organisé le référendum sur l'indépendance, à moins que la chambre sortante n'en décide autrement avant chaque élection par le vote d'une motion à la majorité des deux tiers. Celle élue en 2015 vote une telle motion fin février 2020, prolongeant leur existence pour un nouveau mandat de cinq ans.
Au cours du vote, chaque électeur classe trois candidats de sa circonscription par ordre de préférence sur son bulletin de vote en écrivant un chiffre dans la case à côté du nom du candidat : 1 étant sa première préférence, 2 la suivante, et 3 la troisième. Les bulletins de vote comportant moins ou plus de trois préférences sont considérés comme nuls. Lors du dépouillement, les premières préférence sont additionnées pour chacun des candidats. Si l'un d'entre eux obtient la majorité absolue de ces voix, il est élu. Sinon, un deuxième décompte est effectué en éliminant le candidat qui a recueilli le moins de voix, et on réparti les voix de ses électeurs aux candidats marqués par eux en seconde préférence. On compte à nouveau les voix des candidats en additionnant aux premières voix ces voix supplémentaires obtenues lors du deuxième décompte. Si un candidat obtient la majorité absolue des voix, il est élu. Sinon, l'opération est répétée jusqu'à l'obtention d'une majorité absolue, si besoin jusqu'à ce qu'il ne reste que deux candidats en lice, les troisième préférences étant prises en compte si le candidat marqué par l'électeur en second préférence a déjà été éliminé lors d'un décompte précédent,.

## Campagne
La campagne, marquée par un nombre record de plus de 400 candidatures, se déroule dans une atmosphère cordiale. Les programmes des candidats se rejoignent presque totalement sur le thème de la construction de la future nation bougainvillaise.